# Broughtonia (sprinkhanen)
Broughtonia is een geslacht van rechtvleugeligen uit de familie sabelsprinkhanen (Tettigoniidae). De wetenschappelijke naam van dit geslacht is voor het eerst geldig gepubliceerd in 1969 door Harz.

## Soorten
Het geslacht Broughtonia omvat de volgende soorten:
- Broughtonia arnoldi Ramme, 1933
- Broughtonia domogledi Brunner von Wattenwyl, 1882